# Latvijas kauss 2005
La Coppa di Lettonia 2005 (in lettone Latvijas kauss) è stata la 64ª edizione del torneo a eliminazione diretta. Il Ventspils ha vinto il trofeo per la terza volta.

## Formula
Fu confermata la formula della precedente stagione, con tutti i turni ad eliminazione diretta e tutti giocati in gara unica.
Nei primi due turni giocarono esclusivamente squadre iscritte alla 2. Līga, mentre dal terzo turno entrarono in gioco le squadre della 1. Līga 2005; infine dagli ottavi di finale scesero in campo le otto formazioni di Virslīga 2005.

## Primo turno
Le gare si sono giocate il 7 e l'8 maggio 2005.
| Squadra 1            | Risultato | Squadra 2         |
| -------------------- | --------- | ----------------- |
| Varavīksne           | 2 – 0     | Linde-N Liepaja   |
| Tosmares KB Liepaja  | 0 – 2     | Miku VPTK Liepaja |
| Tervete Dobele       | 0 – 5     | Saldus-Broceni    |
| Venteko Rīga         | 4 – 2     | Enkurs Rīga       |
| Imanta Rīga          | 0 – 7     | Tukums 2000       |
| Olanija AB.LV Olaine | 1 – 4     | Ofriss Rīga       |
| Aizkraukle           | 2 – 1     | Super Nova Rīga   |
| Hemat Rīga           | 0 – 6     | Kauguri Jurmala   |
| Ludza                | 0 – 3     | Kvarcs Madona     |
| Jekabpils            | 6 – 0     | Balvu Vilki       |
| Aluksnes MSB         | 1 – 3     | Staiceles Bebri   |
| Ilūkste              | 0 – 1     | Gulbene           |
| Abuls Smiltene       | 3 – 5     | Plavinas DM       |

## Secondo turno
Le gare si sono giocate il 14 e il 15 maggio 2005.
| Squadra 1         | Risultato               | Squadra 2       |
| ----------------- | ----------------------- | --------------- |
| Miku VPTK Liepaja | 2 – 2 (dts) (11-10 dcr) | Varavīksne      |
| Saldus-Broceni    | 1 – 3                   | Venteko Rīga    |
| Tukums 2000       | 5 – 1                   | Ofriss Rīga     |
| Aizkraukle        | 2 – 3                   | Kauguri Jurmala |
| Marko-LSPA Rīga   | 5 – 3                   | Kvarcs Madona   |
| Staiceles Bebri   | 6 – 4                   | Jekabpils       |
| Gulbene           | 3 – 3 (dts) (6-7 dcr)   | Plavinas DM     |

## Terzo turno
Le gare si sono giocate tra il 27 e il 29 maggio 2005. In questo turno entrarono in scena le nove squadre della 1. Līga che non erano formazioni riserve.
| Squadra 1                 | Risultato             | Squadra 2         |
| ------------------------- | --------------------- | ----------------- |
| Kauguri Jurmala           | 1 – 2                 | Dižvanagi Rēzekne |
| Miku VPTK Liepaja         | 2 – 6                 | Auda Ķekava       |
| Zibens/Zemessardze        | 1 – 3                 | JFC Skonto Riga   |
| Valmiera                  | -                     | Venteko Rīga      |
| Marko-LSPA Rīga           | 1 – 1 (dts) (4-5 dcr) | Alberts FK        |
| Tukums 2000               | 0 – 3                 | Ditton            |
| Ogres Sporta Centrs/FK 33 | 3 – 4                 | Jelgava           |
| Plavinas DM               | 2 – 1                 | Staiceles Bebri   |

## Ottavi di finale
Le partite si sono giocate il tra il 9 e l'11 giugno 2005. In questo turno entrarono in gioco le squadre partecipanti alla Virslīga, disputando tutte il rispettivo turno in trasferta.
| Squadra 1         | Risultato             | Squadra 2         |
| ----------------- | --------------------- | ----------------- |
| Auda Ķekava       | 0 – 7                 | Metalurgs Liepāja |
| JFC Skonto Riga   | 0 – 2                 | Olimps Rīga       |
| Dižvanagi Rēzekne | 0 – 0 (dts) (1-3 dcr) | Ventspils         |
| Alberts FK        | 0 – 2                 | Rīga              |
| Valmiera          | 1 – 5                 | Jūrmala           |
| Jelgava           | 0 – 5                 | Skonto            |
| Ditton            | 0 – 4                 | Venta             |
| Plavinas DM       | 0 – 8                 | Dinaburg          |

## Quarti di finale
Le partite si sono giocate il 28 e il 29 giugno 2005.
| Squadra 1         | Risultato | Squadra 2 |
| ----------------- | --------- | --------- |
| Olimps Rīga       | 2 – 0     | Venta     |
| Metalurgs Liepāja | 2 – 1     | Dinaburg  |
| Rīga              | 1 – 2     | Skonto    |
| Jūrmala           | 0 – 2     | Ventspils |

## Semifinali
Le partite si sono giocate il 10 e l'11 settembre 2005.
| Squadra 1   | Risultato | Squadra 2         |
| ----------- | --------- | ----------------- |
| Olimps Rīga | 0 – 1     | Metalurgs Liepāja |
| Ventspils   | 1 – 0     | Skonto            |

## Finale
| Arbitro: | Romans Lajuks |

|                            |           |             |
| Rimkus 99’ Sļesarčuks 111’ | Marcatori | 94’ Miceika |